# 2013 YP139
2013 YP139 est un astéroïde géocroiseur découvert le 29 décembre 2013 par le programme de recherche de la NASA "NEOWISE" dont le but est de rechercher les objets célestes passant à proximité de la Terre. 

## Description
2013 YP139 est très sombre, avec un albédo comparable à celui du charbon. Son orbite autour du Soleil est elliptique. Son diamètre est d'environ 650 mètres. Les premières estimations de la NASA indiquent que l'astéroïde ne devrait pas rencontrer la trajectoire de la Terre dans les 100 prochaines années. Il pourrait toutefois se rapprocher jusqu'à environ 490 000 kilomètres de la Terre, soit environ 1,3 distance Terre-Lune. Vu la faible distance, l'astéroïde géocroiseur a été classé comme objet potentiellement dangereux et sa trajectoire sera suivie par la NASA.

## Découverte
Le programme de recherche de la NASA NEOWISE est à l'origine de sa découverte le 29 décembre 2013. 2013 YP139 est le premier astéroïde découvert depuis la réactivation du programme qui avait été stoppé du 21 février 2011 au 21 août 2013. Avant son arrêt, le programme de recherche avait permis de découvrir environ 34 000 astéroïdes. La NASA s'attend à découvrir encore des milliers d'astéroïdes géocroiseurs dans le futur grâce à ce programme.